# Illa Salisbury
L'illa de Salisbury (en inuktitut: Akulliq) és una illa deshabitada de les illes àrtiques canadenques a la regió de Qikiqtaaluk, Nunavut, Canadà. Té una superfície de 804 km². El punt més alt de l'illa arriba a una alçada de 503 metres. L'illa de Salisbury té 47 quilòmetres de llarg i 23 d'amplada.
Es troba a l'estret de Hudson al sud de la península de Foxe. La veïna illa de Nottingham es troba a 24 quilòmetres al sud-oest de l'illa de Salisbury.
L'illa va rebre el nom de la ciutat anglesa de Salisbury.